# Desmoxytes aspera
Desmoxytes aspera är en mångfotingart som först beskrevs av Carl Graf Attems 1937.  Desmoxytes aspera ingår i släktet Desmoxytes och familjen orangeridubbelfotingar. Inga underarter finns listade i Catalogue of Life.